# Portugália vasúti közlekedése
Portugáliában a vasúthálózat hossza 2786 km, ebből széles nyomtávolság (1668 mm) 2603 km. 1351 km van villamosítva. Van még méteres nyomtáv (1000 mm) is, ennek hossza 183 km. A nagysebességű vonat neve Alfa Pendular. A tervezett új nagysebességű vonalak már normál nyomtávúak lesznek (1435 mm). Nemzeti vasúttárasága a CP.

## Története
Az első, Lisszabon és Carregado közötti szakaszt 1856. október 28-án adták át és a hálózat folyamatosan növekedett egészen az 1890-es évekig, amikor a tempó lassulni kezdett. Mindkét világháború és a Nagy gazdasági világválság, valamint a közúti közlekedés elterjedése szörnyű hatással volt a portugál vasutakra: egyes szakaszok építése folytatódott, a társaságok pedig súlyos veszteségekkel szembesültek. A hálózat legnagyobb kiterjedését a Támega-vonalon az Arco de Baúlhe állomásig tartó szakasz 1949 decemberében történt átadásával érték el. A második világháború után a légi és közúti közlekedés továbbra is teret nyert a vasúttal szemben, és megkezdődött a fő összeköttetések korszerűsítése, mint például az északi vonal esetében; a kiegészítő hálózatba történő beruházások azonban jelentősen csökkentek, ami a hálózat egy részének az 1989-es bezárásához vezetett.
Az 1990-es években jelentős korszerűsítési erőfeszítésekre került sor, fontos infrastruktúrákat adtak át, köztük 1991-ben a São João hidat és 1998-ban a Lisszabon Oriente állomást, valamint új járműsorozatokat vásároltak, mint például 1993-ban a CP 5600 sorozatú mozdonyokat, 1999-ben pedig a CP 4000 sorozatú motorvonatokat az Alfa Pendular szolgáltatáshoz. Szintén ebben az évtizedben került sor a vasutak mélyreható átszervezésére, a Nemzeti Vasúthálózat létrehozásával, amely a vasúti infrastruktúra irányítását kezdte el biztosítani, és a Caminhos de Ferro Portugueses üzemeltető tevékenységét a szolgáltatások működtetésére korlátozta.

## Vasúttársaságok
Portugáliában a vasúti közlekedést több társaság biztosítja:
- Caminhos de Ferro Portugueses
- Fertagus
- Lisbon Metro
- Porto Metro

## Városi közlekedés
A fővárosban, Lisszabonban villamos és metró is közlekedik.

## Érdekesség
Portugáliában van az európai kontinens legnyugatibb vasúti állomása: a Cascais község vasútállomása, amely Lisszabon elővárosi vasúti forgalmának egyik végállomása.

## Vasúti kapcsolata más országokkal
- Spanyolország – azonos nyomtávolság, eltérő áramrendszer 25 kV 50 Hz AC / 3 kV DC